# Saponaria officinalis
La saponaria (Saponaria officinalis L. ) è una pianta spontanea plurienne della famiglia delle Cariofillacee.
Il suo nome scientifico fa riferimento alle proprietà detergenti e medicinali della pianta, ben note fin dall'antichità.

## Descrizione

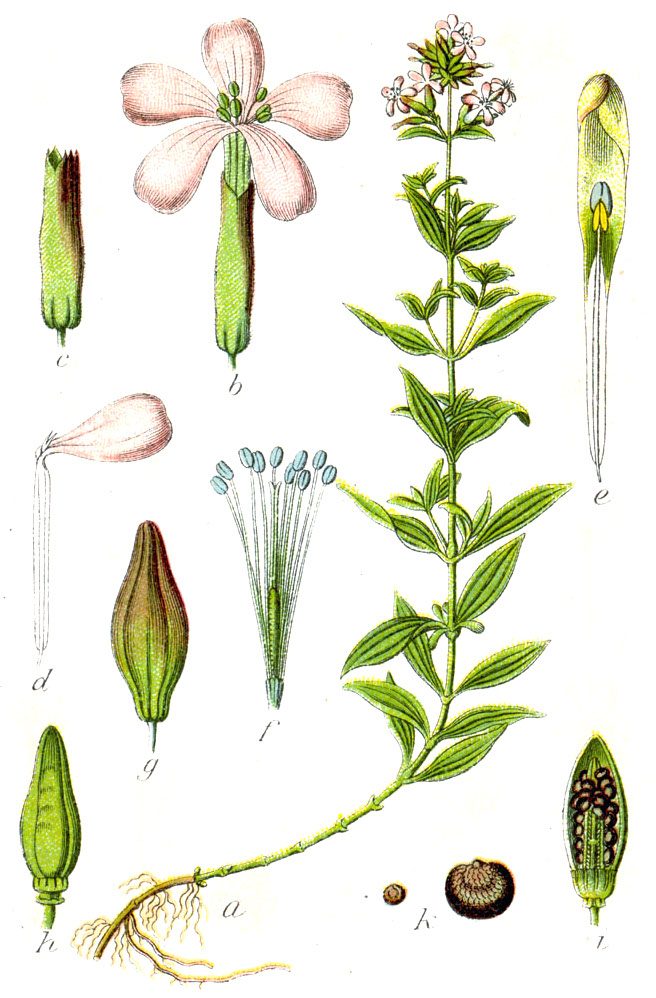

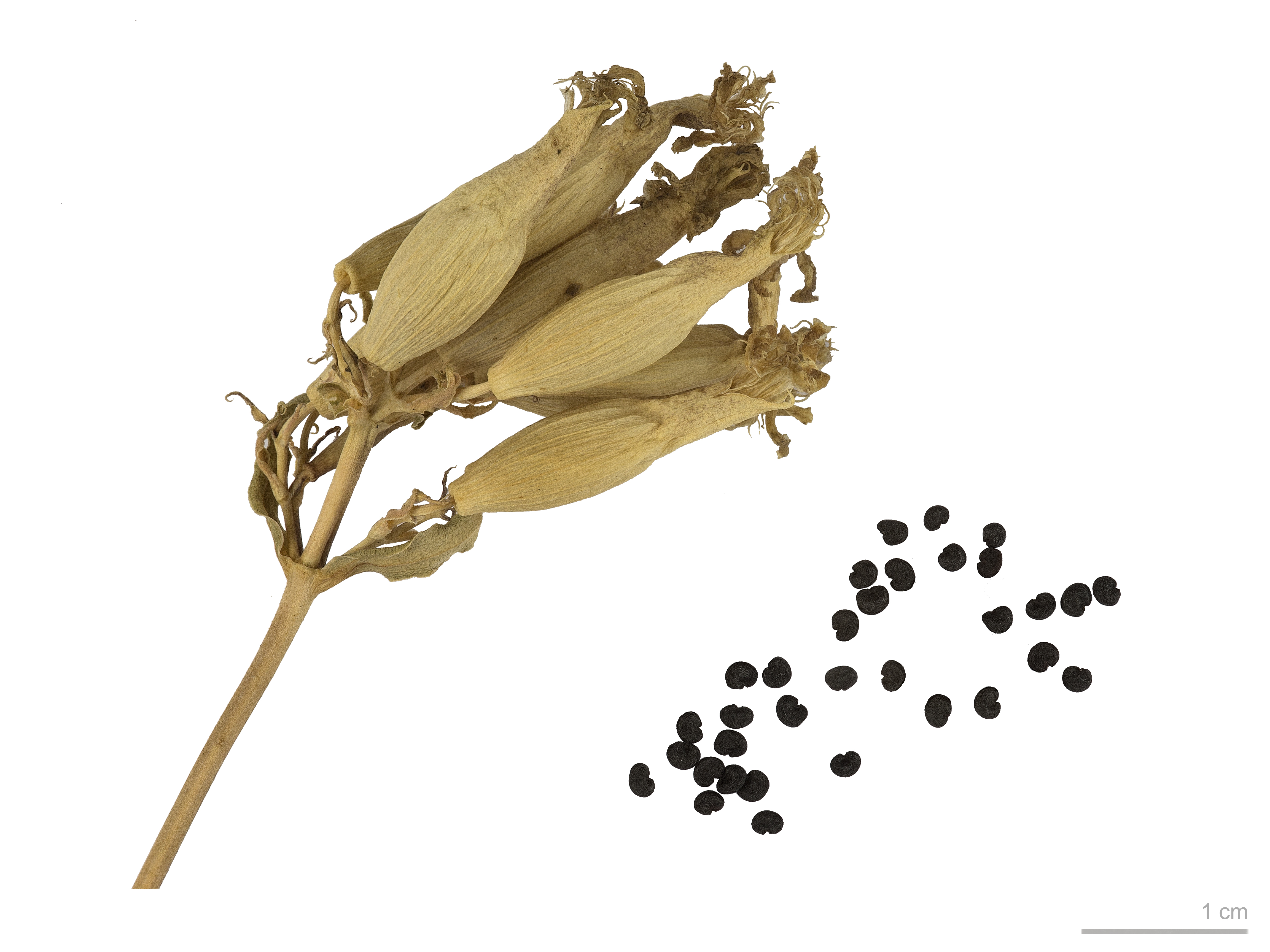
Saponaria officinalis

Le foglie (dimensioni da 4 a 12 cm) sono lanceolate, lisce, opposte e sottili, con tre o cinque nervature parallele e senza picciolo. Nell'attaccatura delle foglie basali più grandi crescono altre foglioline.
Il fusto eretto e glabro è alto da 40 a 70 cm.
I fiori (in grappoli lassi) sono di colore rosa, ma saltuarialmente anche bianco, con cinque petali revoluti, delicatamente profumati e si aprono di sera. 
Nell'emisfero boreale la fioritura avviene tra giugno e settembre.

## Distribuzione e habitat
L'areale di questa specie si estende dall'Europa sino al Caucaso. È stata introdotta anche in America.
Cresce in gruppi vicino alle siepi, ai margini dei sentieri o lungo le scarpate, fino a 1600 m di altitudine.

## Usi

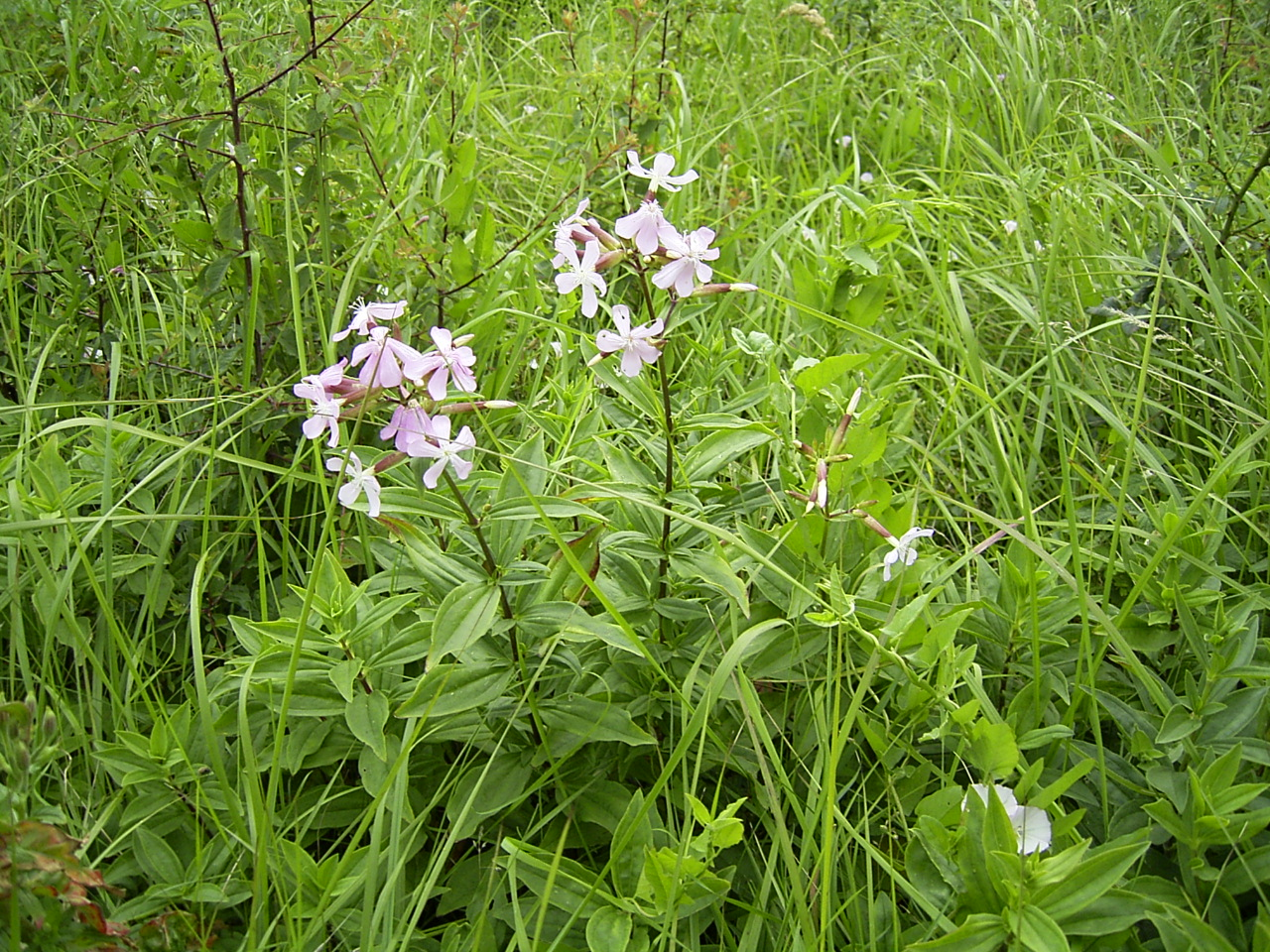

La saponaria è stata usata per molto tempo nella medicina popolare e per il lavaggio della lana e per i detersivi per la casa.

### Fitoterapia
I principi attivi sono saponine (acido saporubinico e saprubrinico), mucillagini, resine, flavonoidi, vitamina E, gomma, vitessina

.
Le saponine sono contenute in tutte le parti della pianta, in modo particolare nelle radici, che può contenerne fino al 20 percento nel periodo della fioritura.
Possiede proprietà diuretiche, colagoghe, diaforetiche e depurative ma l'uso interno può dare luogo a fenomeni di intossicazione, con sintomi di nausea, vomito e diarrea.
I medici arabi la consigliavano per curare la lebbra, le dermatiti e le ulcere.

Secondo Giovanni Negri 
 dalla macerazione della radice si ottiene un liquido espettorante, da prendere con estrema cautela.

### Altri usi
Dalla pianta, in particolare dalla radice, si ricava un detergente delicato per l'igiene personale e per le stoffe, utilizzato anche nel restauro di manufatti antichi.
È pianta visitata dalle api per il suo nettare  e può avere importanza nella produzione di miele, se presente in quantità sufficiente.